# Giant Metrewave Radio Telescope

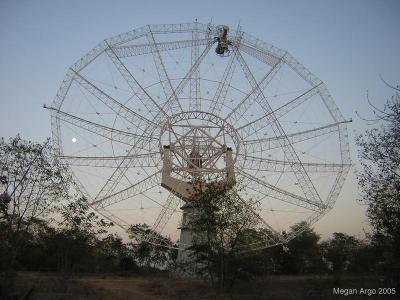
Giant Metrewave Radio Telescope

Giant Metrewave Radio Telescope (GMRT) — радиотелескоп, работающий в Индии в 80 километрах севернее города Пуна, на высоте в 588 метров над уровнем моря. Крупнейший в мире радиотелескоп, работающий в метровом диапазоне.

## Общие сведения
GMRT является радиоинтерферометром, состоящим из 30 антенн, каждая из которых обладает 45-метровым рефлектором. Из них 14 антенн расположены в центральном районе действия площадью в 1 км². Остальные 16 антенн располагаются вдоль расходящихся в форме «Y» линий общей длиной в 25 километров. Научные исследования на GMRT ведутся под руководством мумбайского Института фундаментальных исследований Тата. Телескоп имеет приёмные антенны для частот в 151, 235, 325, 610 и 1000—1420 МГц. Шестой «приёмник», рассчитанный на 50 МГц, не был введён в строй. Так как в районе расположения радиотелескопа уровень радиопомех, создаваемых человеческой деятельностью, крайне низок, то большие его антенны на низких частотах более продуктивны, нежели у Very Large Array.